# Презети
Презети (груз. ფრეზეთი) — село в Грузии, на территории Мцхетского муниципалитета края (мхаре) Мцхета-Мтианети.

## География
Село находится в центральной части Грузии, к западу от реки Арагви, на расстоянии приблизительно 10 километров (по прямой) к северо-западу от города Мцхета, административного центра края и муниципалитета. Абсолютная высота — 901 метр над уровнем моря.

## Население
По результатам официальной переписи населения 2014 года в Презети проживало 725 человек (356 мужчин и 369 женщин). В национальной структуре населения грузины составляли 98,2 %.
| Год  | Население, человек |
| ---- | ------------------ |
| 2002 | 54                 |
| 2014 | ↗ 725              |